# Пареак
Пареа́к (фр. Paréac, окс. Pariac) — коммуна во Франции, находится в регионе Юг — Пиренеи. Департамент — Верхние Пиренеи. Входит в состав кантона Лурд-Эст. Округ коммуны — Аржелес-Газост.
Код INSEE коммуны — 65355.

## География
Коммуна расположена приблизительно в 670 км к югу от Парижа, в 130 км юго-западнее Тулузы, в 14 км к югу от Тарба.

## Климат
Климат умеренно-океанический с солнечной тёплой погодой и обильными осадками на протяжении практически всего года.

## Население
Население коммуны на 2010 год составляло 64 человека.
| 1962 | 1968 | 1975 | 1982 | 1990 | 1999 | 2010 |
| ---- | ---- | ---- | ---- | ---- | ---- | ---- |
| 86   | 74   | 68   | 85   | 75   | 69   | 64   |

## Администрация
| Период | Период | Фамилия                  | Партия | Примечания |
| ------ | ------ | ------------------------ | ------ | ---------- |
| 2001   | 2020   | Марсель де ла Консепсьон |        |            |

## Экономика
В 2010 году среди 45 человек трудоспособного возраста (15-64 лет) 36 были экономически активными, 9 — неактивными (показатель активности — 80,0 %, в 1999 году было 76,6 %). Из 36 активных жителей работали 31 человек (15 мужчин и 16 женщин), безработных было 5 (1 мужчина и 4 женщины). Среди 9 неактивных 2 человека были учениками или студентами, 5 — пенсионерами, 2 были неактивными по другим причинам.

## Достопримечательности
- Церковь Успения Божьей Матери

## Фотогалерея

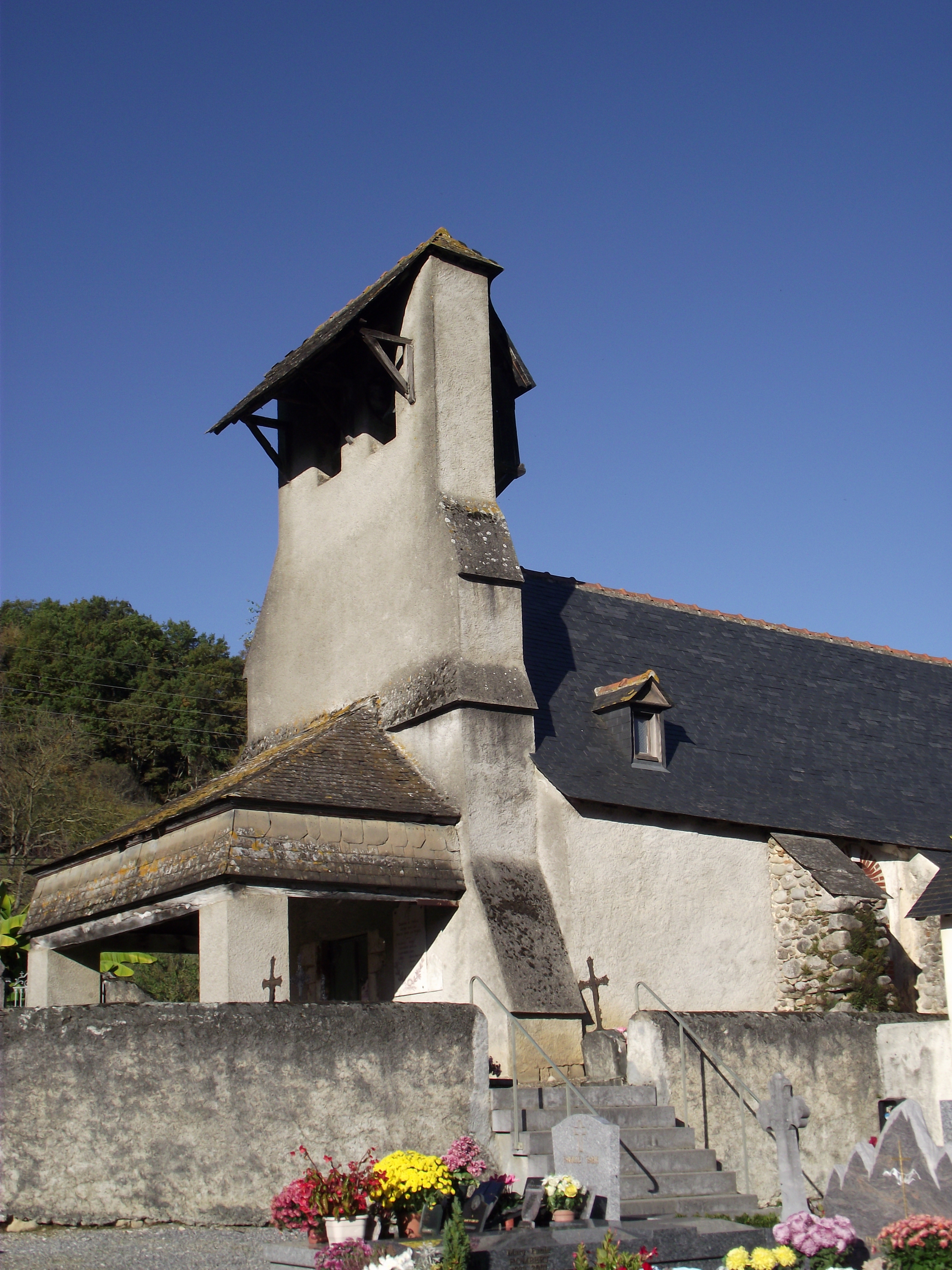
Церковь Успения Божьей Матери
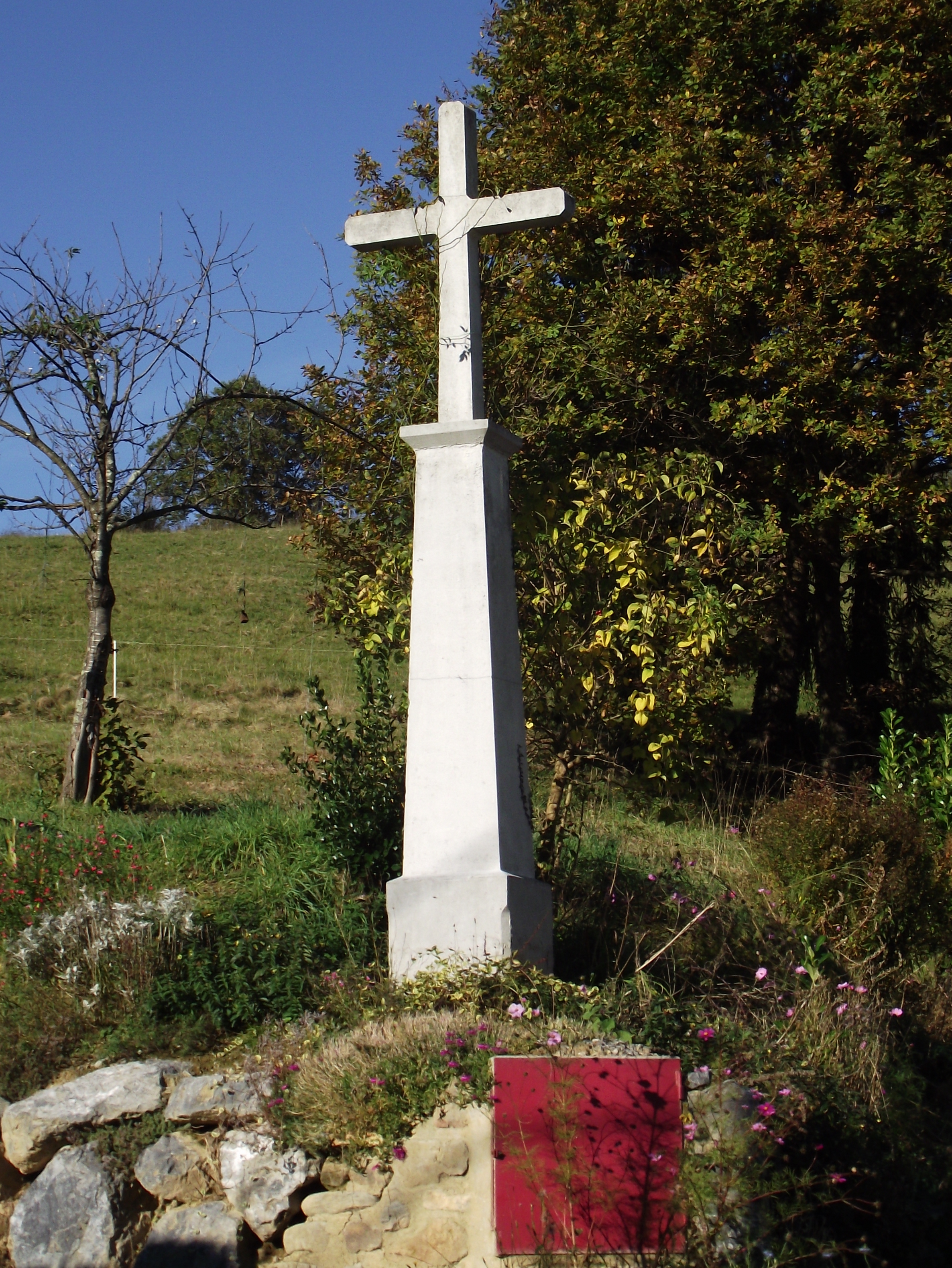
Крест
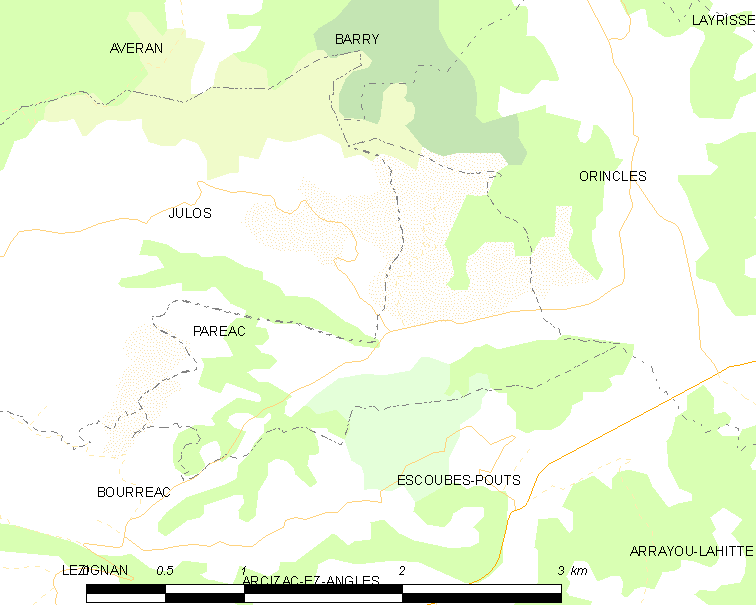
Карта коммуны